# Gräsflyttan
Gräsflyttan är en ö i Åland (Finland). Den ligger i Ålands hav eller Bottenhavet och i kommunen Eckerö i landskapet Åland, i den sydvästra delen av landet. Ön ligger omkring 31 kilometer nordväst om Mariehamn och omkring 300 kilometer väster om Helsingfors.
Öns area är 9,3 hektar och dess största längd är 470 meter i nord-sydlig riktning. Ön höjer sig omkring 10 meter över havsytan.
Runt Gräsflyttan är det glesbefolkat, med 8 invånare per kvadratkilometer.